# Dromaius
Dromaius es un género de aves Casuariiformes de la familia Dromaiidae conocidas coloquialmente como emú. Son aves grandes, no voladoras (ratites). Su hábitat natural se encuentra en el continente de Oceanía; en la actualidad solo sobrevive una especie, emú común, que es la segunda ave de mayor tamaño, después del avestruz. 

## Características
Su plumaje es de color gris parduzco, con una distintiva garganta de color azul pálido. Son aves omnívoras que se alimentan de insectos y de semillas.  Fueron muy comunes, pero durante el siglo pasado se diezmaron sus poblaciones, ya que el hombre europeo, al colonizar este continente, descubrió que esta ave era incompatible con la agricultura que pretendía desarrollar. Una curiosidad que tiene esta ave es que sus huevos, a diferencia de los de otras aves, son de un color verde oscuro.

## Taxonomía
Estas aves fueron clasificadas dentro de una familia propia, Dromaiidae y posteriormente fueron incluidos, junto con los casuarios, dentro de la familia Casuaridae. Ahora vuelve a clasificárselas en la familia Dromaiidae.
En la actualidad únicamente sobrevive una especie, Dromaius novaehollandiae, que a su vez tiene tres subespecies vivientes y una extinta: el emú de Tasmania. Las otras dos especies de emú extintas son el emú de la Isla King (Dromaius ater),  extinguida en 1822, y el emú de la isla Canguro (Dromaius baudinianus) extinguida en 1920.

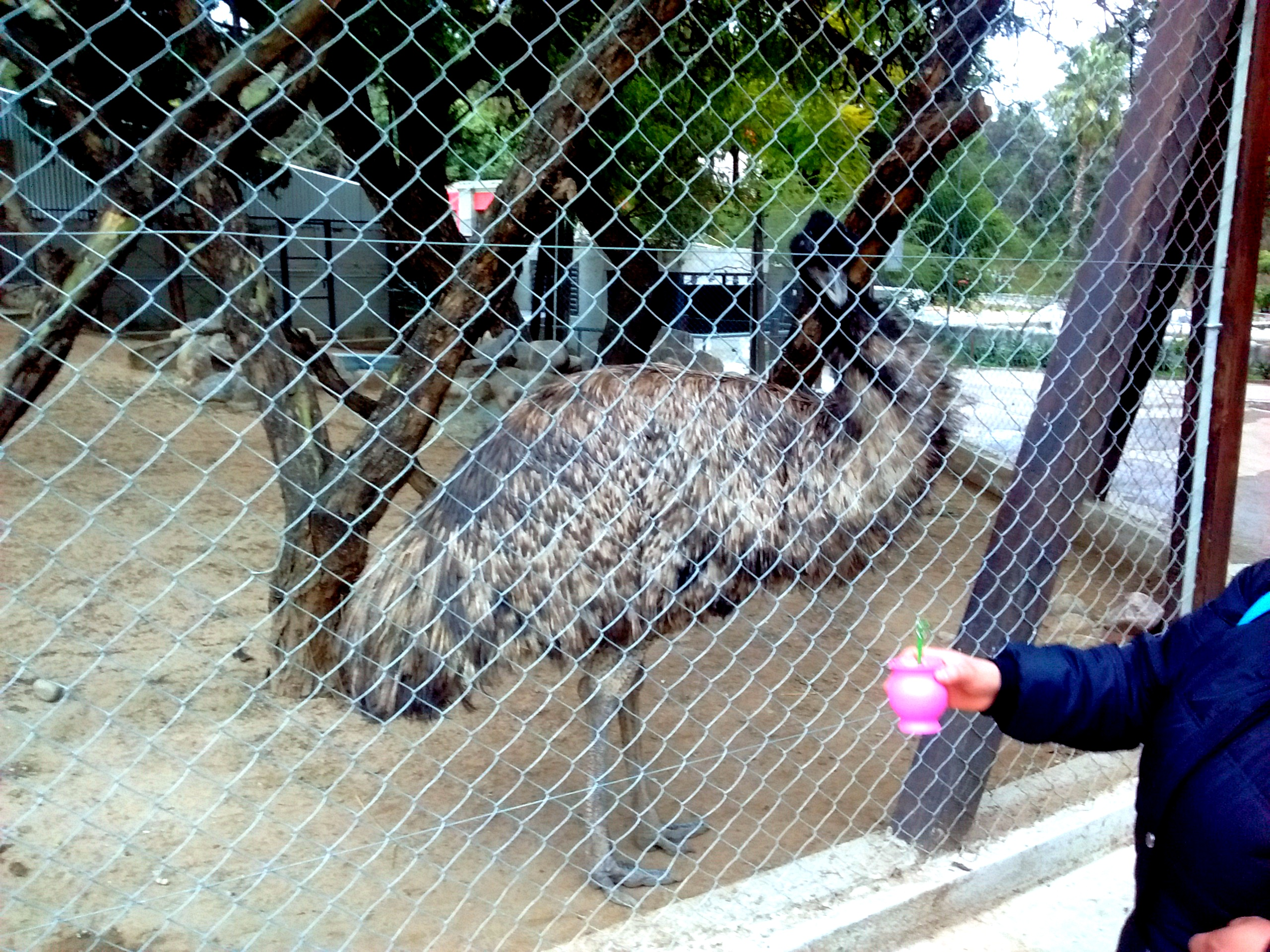
Emúes cautivos en el zoológico de Córdoba (Argentina)